# Roca Grossa (Cava)
La Roca Grossa és una muntanya de 2.474 metres que es troba al municipi de Cava, a la comarca de l'Alt Urgell.